# استان کانتابریا
کانتابریا یکی از ۱۷ بخش خودمختار اسپانیا و یکی از ۵۰ استان آن است.
کانتابریااستانی در شمال اسپانیا است.

## جغرافیا
این استان هم‌مرز با استان‌های لئون، پالنسیا، بورگس، آستوریاس و دریای کانتابریا است.
این استان ۱۰۲ دهستان دارد.
پایتخت بخش خودمختار و مرکز استان، شهر سانتاندر است.
۵۶۸٬۰۹۱ نفر در کاکرس زندگی می‌کنند.
کانتابریا بخشی از اسپانیای سبز است، نامی که به نوار باریک بین دریای کانتابریا و کوه‌های کانتابریا در شمال اسپانیا گفته می‌شود.
به آن سبز می‌گویند زیرا همانند جلگه شمال ایران بادهای نمناک وزیده از اقیانوس اطلس در کوه‌های کانتابریا در دام می‌افتند و بر زمین می‌بارند.
میانگین بارندگی در این استان ۱۲۰۰ میلی‌متر (نزدیک نصف بارش در انزلی) است که سبب رویش جنگل‌های با درختان پهن‌برگ در آن شده است.

## تاریخچه
کانتابریا یکی از جاهایی است که بیشترین آثار باستانی باقی‌مانده از دوران پیشینه سنگی را در جهان دارد.
نگاره‌هایی برغار آلتامیرا از ۱۸٬۰۰۰ تا ۱۱٬۰۰۰ سال پیش باقی‌مانده است و به عنوان اثری جهانی در سازمان یونسکو به ثبت رسیده است.

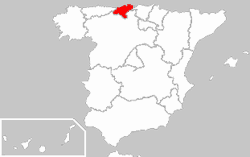
بخش خودمختار کانتابریا